# 11世纪南京
|        | 南京历史 |
| 世纪： | 5世纪南京 \| 6世纪南京 \| 7世纪南京 \| 8世纪南京 \| 9世纪南京 \| 10世纪南京 \| 11世纪南京 \| 12世纪南京 \| 13世纪南京 \| 14世纪南京 \| 15世纪南京 \| 16世纪南京 \| 17世纪南京 |

南京于：1001-1018年，为北宋昇州；1018年-1100年，为北宋江宁府。

## 大事记

### 1010年代
- 1012年，赵恒遣使播种占城稻。
- 1017年，昇州知府丁谓奏请废田复后湖（玄武湖），诏许之。
- 1018年，诏以昇州为江宁府，置建康军节度治上元、江宁二县。以赵祯行江宁府尹，充建康军节度，进封昇王，以南唐旧宫为治所；江宁为京府，进为昇国；后赵祯继位，“龙兴之地”不再另封。

### 1020年代
- 1024年，侯遗创茅山书院于江宁府三茅山。
- 1029年，建江宁府学于冶城故文宣王庙（今朝天宫）。

### 1030年代
- 1030年，江南分为东西二路，江南东路简称江东路，治所在江宁府。
- 1034年，建夫子庙于秦淮河北岸，迁江宁府学于此。

### 1070年代
- 1070年，改革江宁府“织罗务”制度，增加丝织生产。
- 1074年，王安石罢相，知江宁府。
- 1075年，王安石奏请废湖（玄武湖）为田予贫民耕种，允之。